# Franjo Ožegović
Franjo Ožegović (Vrdnik kod Iriga, 19. srpnja 1903. – Zagreb, 1. srpnja 1978.) je bio hrvatski geolog.
Rodio se u seocetu Vrdniku kod srijemskog mjesta Iriga 1903., Kraljevina Hrvatska i Slavonija, u ugarskom dijelu Austro-Ugarske (danas autonomna pokrajina Vojvodina, Srbija).
Školovao se u Zagrebu. Ondje je studirao i stekao naslov doktora znanosti. Predavao je u svojstvu profesora na zagrebačkom Rudarsko-geološko-naftnom fakultetu.
Bavio se naftom i prirodnim plinom, a uže područje njegovog istraživanja su bili stratigrafski uvjeti u kojima se pojavljiva nafta na području sjeverne Hrvatske.
Franjo Ožegović je bio osobom koja je prva u Hrvatskoj utemeljla studij naftne geologije i geologije ugljena.

## Vanjske poveznice
- Franjo Ožegović Hrvatska tehnička enciklopedija, portal hrvatske tehničke baštine. LZMK